# Васильєв Григорій Семенович
Григорій Семенович Васильєв (22 вересня 1897 — 28 січня 1943) — Герой Радянського Союзу, підполковник. Командував 605-м стрілецьким полком 232-ї стрілецької дивізії 60-ї армії Воронезького фронту.

## Біографія
Народився 22 вересня 1897 року в селі Єфремкіно Уфимської губернії у родині селян. За національністю — чуваш. Закінчив початкове училище.
У Червоній армії з 1918 року. Учасник Громадянської війни (1918-1923). Член ВКП(б) з 1919 року. В 1924 році закінчив Вищу об'єднану військову школу. У 1929 році брав участь в боях на Китайсько-Східній залізниці. У 1934 році закінчив Військову академію імені М.В. Фрунзе. Учасник збройних конфліктів з японськими мілітаристами на озері Хасан в 1938 році і на річці Халхин-Гол у 1939 році.

## Роки війни
У боях німецько-радянської війни з жовтня 1941 року.
605-й стрілецький полк (232-я стрілецька дивізія, 60-а армія, Воронезький фронт) під командуванням підполковника Васильєва Г.С. 24-28 січня 1943 року брав участь у визволенні сіл Верхньонікольське, Яблучне, Кочетовка.
В одній із сутичок 28 січня 1943 року за селище Нижнє Турово Нижньодевицького району Воронезької області підполковник Г.С. Васильєв загинув.
Похований у братській могилі біля села Хохол Воронезької області.

## Нагороди
- Медаль «Золота Зірка» Героя Радянського Союзу (28.04.1943)[2]
- Орден Леніна
- Орден Червоного Прапора
- Орден Червоного Прапора (07.11.1942)[3]
- Медаль «20 років РСЧА»
- медалі

## Пам'ять
Іменем Г.С. Васильєва названі вулиця і школа в місті Бійську Алтайського краю, де він жив кілька років. На батьківщині Героя, у школи села Єфремкино, йому споруджено погруддя. Перший бюст Г.С. Васильєву встановлений в селі Нижнє Турово Воронезької області.